# Wingles
Wingles település Franciaországban, Pas-de-Calais megyében. Lakosainak száma 8734 fő (2022. január 1.). Wingles Billy-Berclau, Bénifontaine, Douvrin, Hulluch, Meurchin és Vendin-le-Vieil községekkel határos.

## Népesség
A település népessége az elmúlt években az alábbi módon változott:
| Lakosok száma | 8268 | 8607 | 8840 | 8770 | 8754 | 8756 | 8750 | 8742 | 8734 |
|               | 2013 | 2015 | 2016 | 2017 | 2018 | 2019 | 2020 | 2021 | 2022 |